# Hr.Ms. Cerberus
Hr.Ms. Cerberus – holenderski torpedowiec z lat 80. XIX wieku. Okręt został zwodowany w 1888 roku w stoczni Damen Schelde Naval Shipbuilding we Vlissingen, a w skład Koninklijke Marine wszedł w 1888 roku pod oznaczeniem XXIII. W 1891 roku torpedowiec otrzymał nazwę „Cerberus”. Jednostka została skreślona z listy floty w 1920 roku.

## Projekt i budowa
Okręt zbudowano jako torpedowiec II klasy . W 1891 roku jednostkę zaliczono do torpedowców I klasy .
Torpedowiec XXIII zbudowany został w stoczni De Schelde we Vlissingen . Wodowanie okrętu odbyło się 29 sierpnia 1888 roku.

## Dane taktyczno-techniczne
Okręt był torpedowcem o długości całkowitej 38,2 metra, szerokości 3,97 metra i zanurzeniu 1,83 metra . Wyporność normalna wynosiła 82 tony . Jednostka napędzana była przez maszynę parową mocy 912 KM, do której parę dostarczał jeden kocioł lokomotywowy . Prędkość maksymalna napędzanego jedną śrubą okrętu wynosiła 21,2 węzła. Okręt zabierał zapas 10 ton węgla, co zapewniało zasięg wynoszący 1400 Mm przy prędkości 10 węzłów . 
Na uzbrojenie artyleryjskie okrętu składały się dwa pojedyncze działa Hotchkiss kalibru 37 mm L/20 . Broń torpedową stanowiły trzy pojedyncze wyrzutnie kal. 450 mm, w tym jedna stała na dziobie .
Załoga okrętu składała się z 16 oficerów, podoficerów i marynarzy .

## Służba
Okręt został przyjęty w skład Koninklijke Marine pod oznaczeniem XXIII w 1888 roku . W 1891 roku jednostka otrzymała nazwę Hr.Ms. „Cerberus” . Torpedowiec służył w Holenderskich Indiach Wschodnich. Jednostkę wycofano ze składu floty w 1920 roku .